# هنري إتش فاولر
هنري إتش فاولر (بالإنجليزية: Henry H. Fowler)‏ (و. 1908 – 2000 م) هو سياسي، ومحام من الولايات المتحدة الأمريكية ولد في روانوك.
تولى منصب وزير الخزانة الأمريكي .وهو عضو في الحزب الديمقراطي الأمريكي .

## التعليم
تعلم في كلية ييل للحقوق.

## روابط خارجية
- هنري إتش فاولر على موقع مونزينجر (الألمانية)
- هنري إتش فاولر على موقع إن إن دي بي (الإنجليزية)